# Moodie Point
Moodie Point – przylądek (point) w kanadyjskiej prowincji Nowa Szkocja, w hrabstwie Pictou (45°40′59″N, 62°40′09″W), wysunięty w zatokę Pictou Harbour, na jej północno-wschodnim brzegu; nazwa urzędowo zatwierdzona 8 listopada 1948.